# پیر کوکلن دو لیل
پیر کوکلن دو لیل (فرانسوی: Pierre Coquelin de Lisle‎; ۱۹ ژوئیهٔ ۱۹۰۰ – ۲۲ ژوئیهٔ ۱۹۸۰) تیرانداز اهل فرانسه بود.
وی در مسابقات کشوری و بین‌المللی در مجموع برندهٔ ۱ مدال طلا شده‌است.